# Kontinent (Band)
Kontinent war eine kurzlebige luxemburgische Band.

## Geschichte
Sie begleitete die Sängerin Marion Welter bei ihrem Auftritt beim Eurovision Song Contest 1992 in Malmö. Mit dem luxemburgischsprachigen Schlager Sou fräi (dt.: So frei) konnte sie nur den drittletzten Platz erreichen.
Die Bandmitglieder waren Ab van Goor (Schlagzeug), Rom Heck (E-Bass), Patrick Hartert (Keyboard), Gordon Smith (Gitarre) und Ander Hirtt (Gesang)